# Partido Africano para a Independência da Guiné e Cabo Verde
O Partido Africano da Independência da Guiné e Cabo Verde, também conhecido pela sigla PAIGC, foi o movimento que organizou a luta pela independência da Guiné Portuguesa (Guiné-Bissau) e de Cabo Verde, que eram colónias de Portugal.
Após o fim da guerra de independência, o PAIGC tornou-se um dos grandes partidos políticos da Guiné-Bissau.

## História
Em 19 de Setembro de 1956, Amílcar Cabral, Aristides Pereira, Luís Cabral, Júlio de Almeida, Fernando Fortes, Elisée Turpin criam o Partido Africano da Independência/União dos Povos da Guiné e Cabo Verde (PAIGC), defendendo a independência de Cabo Verde e Guiné Portuguesa de Portugal.
Na década de 1950, a Guiné Portuguesa era a colônia mais pobre e menos desenvolvida da África, embora anteriormente tenha sido valorizada pela sua posição estratégica, uma vez que atuou como base de referência em Portugal em relação as colônias de Moçambique e Angola. Isto deu base para a formação de movimentos nacionalistas tanto na Guiné como em Cabo Verde.
Em 1959 ocorreu o Massacre de Pidjiguiti, quando tropas portuguesas abriram fogo contra estivadores que manifestavam, matando 50 destes. Este massacre provocou uma grande comoção da população da colônia, que acabou assim a apoiar as ações do PAIGC pela independência da Guiné. Portugal, no entanto, ainda considerava o PAIGC irrelevante, e não tomou nenhuma atitude séria na tentativa de suprimir o movimento.

### Primeiros anos
Quando se deu a estabilização do partido na Guiné Bissau entre 1960 e 1962, começa a formação de militantes e quadros de expansão para o interior da Guiné Bissau e os pedidos de apoio aos países amigos, aos quais a República Popular da China dá o primeiro passo, recebendo Amílcar Cabral e alguns militantes e dando-lhes preparação e formação ideológica; em 1961 o Reino de Marrocos dá-lhes apoio idêntico.
Em 1961, a FRELIMO de Moçambique, o MPLA de Angola, o MLSTP de São Tomé e o PAIGC formaram a Conferência das Organizações Nacionalistas das Colónias Portuguesas (CONCP), uma organização nacionalista comum para coordenar as lutas pela independência das colônias portuguesas em toda África. Os quatro grupos foram muitas vezes representados em eventos internacionais pela CONCP.
O PAIGC era originalmente um movimento pacífico, e sua primeira estratégia foi pedir a retirada pacífica das tropas portuguesas da colônia de Guiné. Como esta via pacífica falhou, visto que Portugal negou-se a ceder aos apelos do grupo nacionalista, o PAIGC passou a utilizar-se de medidas mais violentos para conseguir independência. A luta armada contra a ocupação portuguesa começou em março de 1962, com um ataque de guerrilheiros do PAIGC na cidade de Praia (o ataque acabou por ser abortado poucos momentos antes de ser efetuado). A guerrilha concentrou-se na Guiné continental, pois a logística impedia o desenvolvimento de uma luta armada nas ilhas de Cabo Verde. Em Cabo Verde o PAIGC trabalhou de forma clandestina. Amílcar Cabral, líder do partido, ordenou que fossem empregadas técnicas de sabotagem como arma principal do PAIGC.
Em janeiro de 1963, Cabral declarou guerra contra Portugal. Em 23 de janeiro, a fortaleza portuguesa de Tite foi atacada com artilharia pesada de guerrilheiros do PAIGC. Frequentes ataques no norte do país também ocorreram. No mesmo mês, os ataques contra as estações policiais em Fulacunda e Buba foram realizados não só pelo PAIGC, mas também pela FLING.
No contexto da Guerra Fria, os guerrilheiros do PAIGC receberam armamentos da União Soviética, de Cuba e da China. Os guerrilheiros também foram treinados nesses países. Isto acabou redundando na postura ideológica do partido, que cada vez mais estava envolvido e buscava apoio do bloco comunista.

### Primeiro congresso e organização da FARP

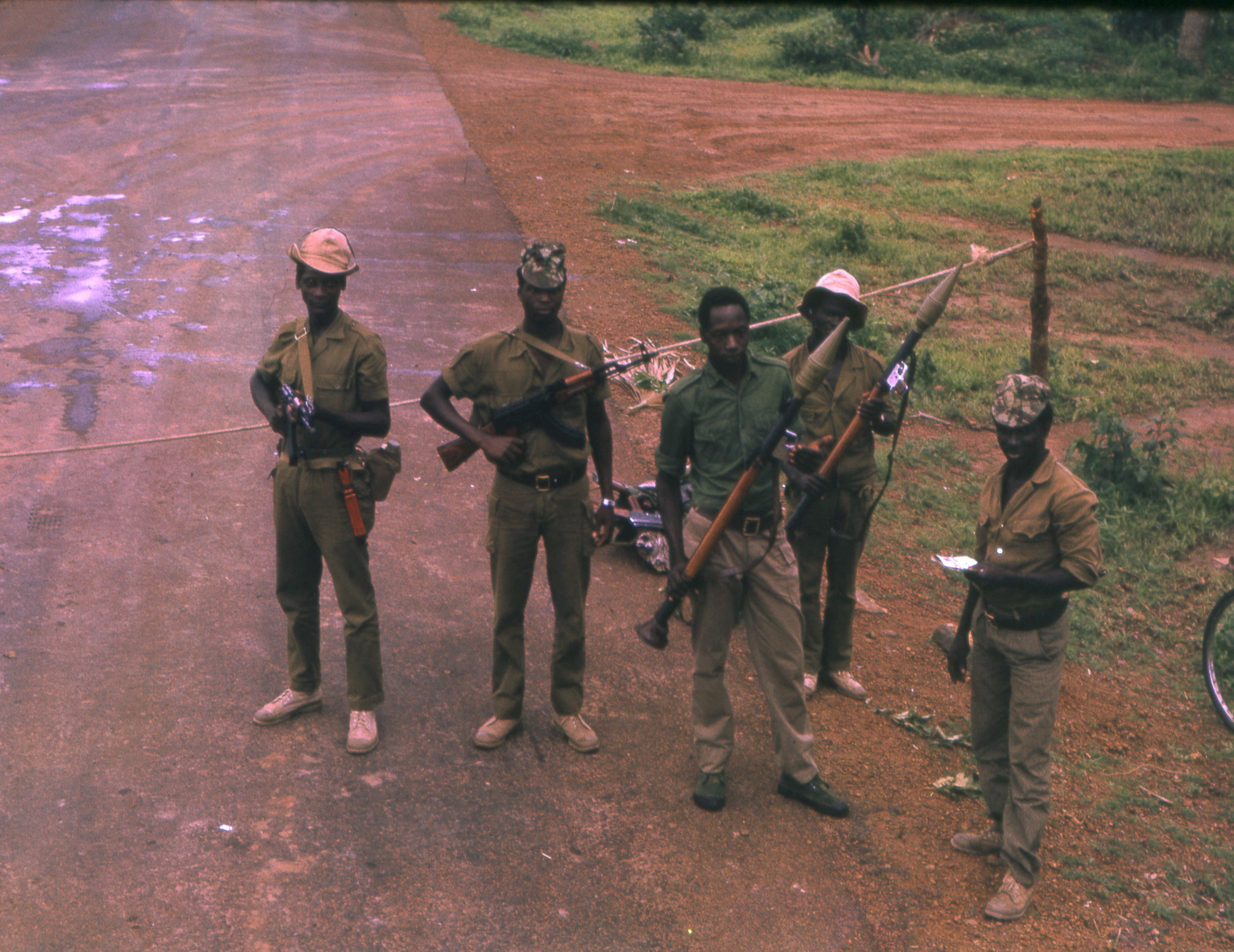
Posto de controlo montado pelo PAIGC na Guiné-Bissau em 1974, depois da declaração de independência.

O primeiro congresso do partido ocorreu na região libertada de Cassacá, em fevereiro de 1964, em que ambos os braços político e militar do PAIGC foram reorganizados com um exército regular, as Forças Armadas Revolucionárias do Povo (FARP), para complementar as forças guerrilheiras).
Durante a primeira fase da Guerra de Independência da Guiné-Bissau, Portugal teve muita dificuldade para recuperar posições perdidas, fora o fato da metrópole ter demorado muito a reconhecer o PAIGC como força beligerante de perigo. Desta forma Portugal mobilizou aeronaves e tropas baseadas na Guiné para os conflitos em Moçambique e Angola, entretanto no momento em que o governo português começou a perceber a ameaça que o PAIGC significava para a sua continuidade sobre a Guiné, já era tarde demais. Muito pouco foi feito para limitar as operações de guerrilha, e Portugal não tentou romper o elo entre a população e o PAIGC, até já ser muito tarde na guerra.
Após a perda das ilhas da região do Como, as topas portuguesas deflagraram a Operação Tridente, uma operação de "armas combinadas" para retomá-las. O PAIGC lutou ferozmente, e as tropas portuguesas tiveram pesadas baixas. Finalmente, depois de 71 dias de luta e 851 missões de combate da Força Aérea Portuguesa, as ilhas foram recapturadas por Portugal. No entanto, menos de dois meses depois, o PAIGC iria retomar as ilhas, pois as tropas metropolitanas haviam esgotado grande parte de suas forças durante a invasão, deixando a ilha vulnerável. Como as ilhas deixaram de ter importância estratégica para Portugal, o PAIGC conseguiu estabelecer novas posições ao sul, especialmente nas penínsulas de Cantanhez e Quitafine.
Em 1966, Amílcar Cabral participou da Conferencia Tricontinental Enero em Havana, onde iniciou conversações com Fidel Castro. Como resultado disto, Cuba concordou em fornecer mais armas, além de médicos, especialistas e técnicos para auxiliar na luta pela independência. O chefe da Missão Militar Cubana foi Victor Dreke.

### Era Spínola
Em 1967, o PAIGC tinha realizado 147 ataques a quartéis e acampamentos do Exército Português, e efetivamente controlado 2/3 da Guiné Portuguesa. No ano seguinte, Portugal iniciou uma nova campanha contra os guerrilheiros, com a chegada do novo governador da colônia, António de Spínola. Spínola começou uma campanha de construção maciça de escolas, hospitais, novas unidades habitacionais, melhoria das telecomunicações e de um sistema de estradas, numa tentativa de ganhar favor público na Guiné.
O mandato de Spínola como governador marcou uma virada na guerra: Portugal começou a ganhar batalhas na colônia, inclusive conseguindo promover a invasão em Conacri em 1970, na vizinha República da Guiné, onde 400 homens da tropa anfíbia atacaram a cidade e libertaram 26 portugueses prisioneiros de guerra mantidos lá pelo PAIGC.
O Exército Português na Guiné colonial estava conseguindo recuperar o terreno, contudo, a queda do Estado Novo e a abertura democrática acabou por forçar o novo governo a negociar com o PAIGC, e em 10 de setembro 1974, a independência da Guiné foi concedida. Luís Cabral, irmão de Amílcar, tornou-se o primeiro presidente do país.
Mesmo com o assassinato do principal líder do PAIGC, Amílcar Cabral, em janeiro de 1973, a independência da Guiné foi declarada unilateralmente em 24 de setembro de 1973. A resolução 93-7 da Assembleia Geral da ONU reconheceu a independência sem precedentes da Guiné e Cabo Verde.

### Pós-independência
Depois de alcançar a independência, o PAIGC foi instituído como o único partido político legal da Guiné-Bissau e Cabo Verde. Luís Cabral tornou-se o presidente do país. O PAIGC lutou para preservar a união entre Guiné-Bissau e Cabo Verde, mas em 1980 a cisão entre os dois países ocorreu após o golpe militar orquestrado por Nino Vieira contra Cabral, que era de origem cabo-verdiana. O ramo cabo-verdiano do PAIGC converteu-se em um novo partido, o Partido Africano da Independência de Cabo Verde (PAICV).
Vieira continuou a governar o país nos anos 1980 e 1990. Ele foi reeleito como secretário-geral do PAIGC no quarto congresso do partido em novembro de 1986. Após a introdução do multipartidarismo em 1991, as primeiras eleições multipartidárias tiveram lugar em 1994. Vieira venceu a eleição presidencial de 1994 contra o candidato da oposição, Kumba Yalá, do Partido para a Renovação Social (PRS). O PAIGC ganhou 62 de 100 assentos parlamentares, e teve 46% dos votos na eleição.
Em maio de 1998, no sexto congresso da PAIGC, Vieira foi reeleito para mais um mandato de quatro anos como presidente do PAIGC, com 438 votos a favor, oito contra e quatro abstenções. A Guerra Civil na Guiné-Bissau e o golpe de Estado levou à expulsão de Vieira do PAIGC em maio de 1999. Francisco Benante, o líder dos reformistas dentro do partido e o único civil na junta militar de transição, foi eleito como o presidente do PAIGC. O PAIGC ganhou o terceiro maior número de assentos na eleição parlamentar de novembro 1999, e seu candidato presidencial, Malam Bacai Sanhá, foi derrotado por Yalá.
Nas eleições legislativas de 2004, realizada em 28 e 30 de março de 2004, o PAIGC saiu como maior partido político do país, conquistando 31,45% dos votos e 45 dos 100 assentos no parlamento. Ele formou um governo em maio de 2004, tendo como líder do partido Carlos Gomes Júnior, tornando-se primeiro-ministro. Na eleição presidencial de 2005 o candidato do PAIGC, Malam Bacai Sanhá, venceu no primeiro turno com 35,45% dos votos. Ele foi derrotado no segundo turno por João Bernardo Vieira, que havia retornado do exílio e correu como independente. Sanhá ficou com 46,65% dos votos, enquanto Vieira ganhou 52,35%. Poucas semanas depois de assumir o cargo, Vieira demitiu Carlos Gomes Júnior como primeiro-ministro em 28 de outubro de 2005, e em 2 de novembro, nomeou Aristides Gomes, que tinha sido anteriormente um membro do alto escalão do PAIGC, mas rompeu com o partido para apoiar Vieira, em seu lugar.
Em março de 2007, o PAIGC formou uma aliança tripartite com o PRS e o Partido Unido Social Democrático, e os três partidos tentaram formar um novo governo. Isto levou a um bem-sucedida estratégia, que culminou numa moção de censura contra Aristides Gomes. Sua demissão ocorreu no fim do mês, abrindo espaço para a indicação, pelos três partidos, de um novo primeiro-ministro, Martinho Ndafa Kabi. Ele foi nomeado por Vieira, e em 17 de abril de um novo governo foi formado, composto por ministros dos três partidos. Kabi era um dos principais membros do PAIGC; ele foi eleito como terceiro vice-presidente do partido em 2002. O PAIGC retirou seu apoio à Kabi em 29 de fevereiro de 2008.
O sétimo Congresso Ordinário do PAIGC, realizado em Gabu, começou em 26 de junho de 2008; 1050 delegados participaram. Malam Bacai Sanhá, candidato presidencial do partido em 2000 e 2005, desafiou Gomes Junior na disputa pela liderança do partido, mas Gomes Junior foi reeleito para um mandato de cinco anos como Presidente do PAIGC, recebendo 578 votos contra 355 de Sanhá.

### Congresso de Cacheu
Em fevereiro de 2014, realizou-se o VIII Congresso Ordinário do partido, na cidade histórica de Cacheu sob o lema “Inspirados em Cabral - Unir e fortalecer o PAIGC rumo ao desenvolvimento”. Participaram 1169 delegados, que elegeram para a liderança do partido, Domingos Simões Pereira, antigo secretário executivo da CPLP. O novo presidente do partido obteve os votos de 707 delegados, contra 436 de Braima Camara e 15 de Aristides Ocante da Silva. Do congresso saíram também eleitos três vice-presidentes, para coadjuvar o recém-eleito líder da maior formação política do país nos próximos anos: 1º vice-presidente Carlos Correia, 2ª vice-presidente Hadja Satu Camará Pinto e 3º vice-presidente Baciro Dja.
Após o Congresso de Cacheu, José Mário Vaz foi escolhido como candidato às eleições presidenciais de 2014, depois de algumas batalhas internas. José Mário Vaz conseguiu ganhar, na segunda volta, ao candidato apoiado pelo PRS, Nuno Nabiam.

## Resultados eleitorais

### Eleições presidenciais
| Data    | Candidato apoiado    | 1.ª Volta | 1.ª Volta | 1.ª Volta    | 2.ª Volta       | 2.ª Volta       | 2.ª Volta       |
| Data    | Candidato apoiado    | CI.       | Votos     | %            | CI.             | Votos           | %               |
| ------- | -------------------- | --------- | --------- | ------------ | --------------- | --------------- | --------------- |
| 1994    | João Bernardo Vieira | 1.º       | 142 577   | 46,2 / 100,0 | 1.º             | 161 083         | 52,0 / 100,0    |
| 1999/00 | Malam Bacai Sanhá    | 2.º       | 86 724    | 23,4 / 100,0 | 2.º             | 97 670          | 28,0 / 100,0    |
| 2005    | Malam Bacai Sanhá    | 1.º       | 158 276   | 35,5 / 100,0 | 2.º             | 196 759         | 47,7 / 100,0    |
| 2009    | Malam Bacai Sanhá    | 1.º       | 133 786   | 37,5 / 100,0 | 1.º             | 224 259         | 63,3 / 100,0    |
| 2012    | Carlos Gomes Júnior  | 1.º       | 154 797   | 49,0 / 100,0 | Não se realizou | Não se realizou | Não se realizou |
| 2014    | José Mário Vaz       | 1.º       | 257 572   | 40,9 / 100,0 | 1.º             | 364 394         | 61,9 / 100,0    |

### Eleições legislativas
| Data | CI. | Votos   | %             | +/-   | Deputados | +/- |
| ---- | --- | ------- | ------------- | ----- | --------- | --- |
| 1994 | 1.º | 134 982 | 46,4 / 100,0  |       | 62 / 100  |     |
| 1999 | 3.º | N/D     | N/D           |       | 24 / 102  | 38  |
| 2004 | 1.º | 145 316 | 33,9 / 100,0  |       | 45 / 100  | 21  |
| 2008 | 1.º | 227 350 | 49,5 / 100,0  | 15,6  | 67 / 100  | 22  |
| 2014 | 1.º | 281 408 | 47,98 / 100,0 | 1,52  | 57 / 102  | 10  |
| 2019 | 1.º | 212 148 | 35,22 / 100,0 | 12,76 | 47 / 102  | 10  |

## Publicações
- Roel Coutinho: A luta pela libertação da Guiné-Bissau, vista pelos olhos de um jovem médico neerlandês. Voorschoten, Editora Couto, 2024. Edição digital